# Aiman Nur

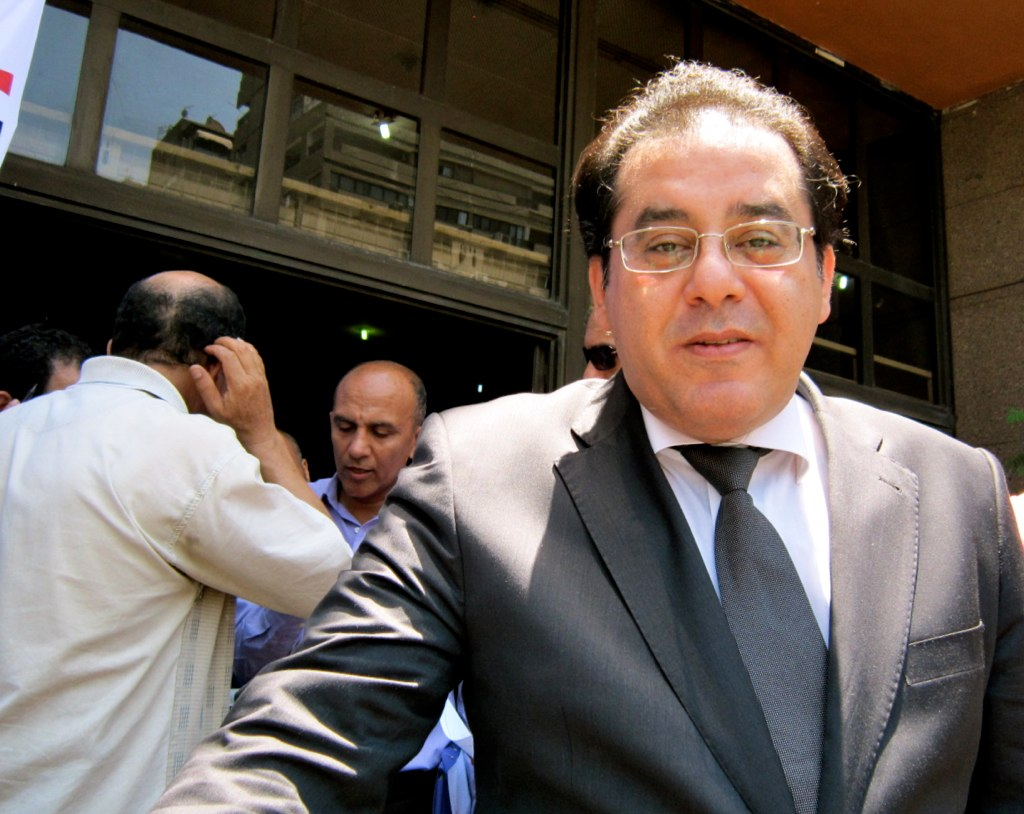
Aiman Nur

Aiman Nur (arabisch أيمن نور Aiman Nūr; alternative Transkriptionen Ayman Nour oder Eiman Nour; * 5. Dezember 1964 in al-Mansura) ist ein ägyptischer Politiker und langjähriger Vorsitzender der Partei al-Ghad (der Morgen), die im ägyptischen Unterhaus mit sieben von 454 Mandaten vertreten war. Seit 2012 ist er Sprecher der neuen Konferenzpartei.

## Leben
1985 graduierte Aiman Nur an der juristischen Fakultät der  al-Mansura-Universität, er erwarb einen Master in Politischer Geschichte und einen Doktortitel für Internationales Recht. Am 27. Oktober 2004 gründete er seine Partei des Morgens.
Nur wurde am 29. Januar 2005 verhaftet. Seiner Partei wurde Urkundenfälschung für die Zulassung zur Parlamentswahl 2005 vorgeworfen, die Partei selbst sprach von einer Erfindung im Rahmen der politischen Auseinandersetzung. Die USA übten nach der Verhaftung Druck auf Ägypten aus, sich demokratisch zu öffnen: die seinerzeitige US-Außenministerin Condoleezza Rice sagte im Februar eine Ägypten-Reise ab, nannte Nour einen 'Gefangenen der Freiheit' und forderte die ägyptische Regierung auf, endlich das verkrustete System zu reformieren.
Im März 2005 reiste eine Delegation aus Mitgliedern des Europäischen Parlaments nach Kairo, geführt von einem ihrer Vize-Präsidenten, Edward McMillan-Scott (UK, Konservative Partei), um auf seine Freilassung zu drängen. Am 12. März 2005 wurde Nur, sechs Wochen nach seiner Inhaftierung, gegen eine Kaution von umgerechnet 1.300 Euro wieder aus dem Gefängnis von Kairo entlassen.
Die ägyptische Wahlkommission ließ Aiman Nur neben neun weiteren Kandidaten für die erste Präsidentenwahl in Ägypten mit mehreren Kandidaten im September 2005 zu. Bei der Wahl kam Nur nach offiziellen Angaben als bester Oppositionskandidat auf 7,3 Prozent der abgegebenen Stimmen. Nur 23 Prozent der Wahlberechtigten hatten sich an der Wahl beteiligt, die von zahlreichen Berichten über Manipulation überschattet war.
Am 24. Dezember 2005 wurde er zu 5 Jahren Haft verurteilt, da er Dokumente gefälscht haben soll, um seine Partei zu gründen. Das Urteil wurde von vielen Seiten heftig kritisiert. Aiman Nur legte gegen dieses Urteil Berufung ein und trat trotz seiner Diabetes-Erkrankung in einen zweiwöchigen Hungerstreik.
Die Pressestelle des Weißen Hauses gab am gleichen Tag folgende Presseerklärung heraus:

“The United States is deeply troubled by the conviction today of Egyptian politician Ayman Nour by an Egyptian court. The conviction of Mr. Nour, the runner-up in Egypt’s 2005 presidential elections, calls into question Egypt's commitment to democracy, freedom, and the rule of law. We are also disturbed by reports that Mr. Nour’s health has seriously declined due to the hunger strike on which he has embarked in protest of the conditions of his trial and detention. The United States calls upon the Egyptian government to act under the laws of Egypt in the spirit of its professed desire for increased political openness and dialogue within Egyptian society, and out of humanitarian concern, to release Mr. Nour from detention.”

„Die Vereinigten Staaten sind zutiefst beunruhigt über die heutige Verurteilung des ägyptischen Politikers Aiman Nur durch ein ägyptisches Gericht. Die Verurteilung von Herrn Nur, dem Zweitplatzierten der ägyptischen Präsidentschaftswahlen 2005, stellt Ägyptens Engagement für Demokratie, Freiheit und Rechtsstaatlichkeit in Frage. Wir sind auch beunruhigt über Berichte, dass sich der Gesundheitszustand von Herrn Nur aufgrund des Hungerstreiks, in den er aus Protest gegen die Bedingungen seines Prozesses und seiner Haft getreten ist, erheblich verschlechtert hat. Die Vereinigten Staaten fordern die ägyptische Regierung auf, nach den Gesetzen Ägyptens zu handeln, im Geiste ihres erklärten Wunsches nach mehr politischer Offenheit und Dialog innerhalb der ägyptischen Gesellschaft und aus humanitären Gründen, Herrn Nur aus der Haft zu entlassen.“

Am 18. Februar 2009 wurde er nach Angaben der Generalstaatsanwaltschaft Ägyptens aus Gesundheitsgründen aus der Haft entlassen. Er leidet an Diabetes und Herzproblemen.
2012 plante Nur, als Kandidat für die Präsidentschaftswahl anzutreten. Er wurde jedoch Mitte April, knapp einen Monat vor der Wahl, von der Wahlkommission ausgeschlossen. Ein geltendes Gesetz besagt, dass frühere Häftlinge nach Verbüßung ihrer Strafe oder Begnadigung sechs Jahre lang nicht bei einer Wahl antreten dürfen.

## Ansichten
Im Anschluss an seine Freilassung aus der Haft hat er an einer Gedenkveranstaltung für ägyptischen Truppen, die 1948 gegen Israel kämpften, teilgenommen, in deren Rahmen er antisemitische Äußerungen gemacht haben soll. Dies bestritt er später in einem auf Englisch verfassten Artikel, indem er erklärte, seine Kritik habe sich gegen Israel und nicht gegen das jüdische Volk als ganzes gerichtet. Gemäß einem ägyptischen Blogger-Bericht hat er diese Klarstellung, insbesondere die Aussage, er befürworte den Israelisch-ägyptischen Friedensvertrag, später gegenüber der ägyptischen Öffentlichkeit wieder abgestritten.
Nach seiner Entlassung verkündete er, sich weiter engagieren zu wollen. Allerdings hatte er ein mehrjähriges Berufsverbot als Politiker.
Am 25. Januar 2011 begannen in Ägypten Massenproteste, die am 11. Februar 2011 zum Rücktritt des Präsidenten Husni Mubarak führten. Gemäß einem Zeitungsbericht von Neues Deutschland (2011) vertritt Nur die Ansicht, der Friedensvertrag mit Israel müsse jetzt neu verhandelt werden.